# Nancy Spungen
Nancy Laura Spungen (Filadelfia, 27 de febrero de 1958-Nueva York, 12 de octubre de 1978) fue la novia de Sid Vicious, bajista de Sex Pistols. Ha sido objeto de controversia por los historiadores de la música y los fanáticos de la agrupación debido a su asesinato, el cual sigue sin resolverse.

## Biografía

### Infancia
Nació el 27 de febrero de 1958; hija de Frank y Deborah Spungen. Los Spungen eran una familia judía de clase media asentada en Huntingdon Valley, Pensilvania (Estados Unidos). Su padre era un hombre de negocios y su madre poseía un colmado. Nació un mes y medio antes de la fecha prevista y sufrió por ello cianosis. De pequeña era hiperactiva, y exhibía un comportamiento violento hacia sus hermanos (Susan y David), e incluso llegó a intentar matar a su niñera y a atacar a su madre con un martillo durante una discusión acerca de una película. A los 11 años, fue expulsada del colegio y recibió psicoterapia. Intentó suicidarse muchas veces y sufría de depresión. Su familia la envió a varios internados para niños conflictivos. Asistió brevemente a la Universidad de Colorado.

### Relación con Sid Vicious
Se marchó de su casa en 1975 a los 17 años, para mudarse a Nueva York y allí se hizo groupie (nombre dado a las fanes de bandas musicales que se acuestan con sus ídolos), siguiendo a Aerosmith, The New York Dolls y The Ramones.
En 1976 trasladó a Londres junto con la banda estadounidense de punk The Heartbreakers, liderada por el guitarrista Johnny Thunders los cuales telonearon a los Sex Pistols en Londres en su tour de Anarchy In The UK, y gracias a los que Nancy, también llegó a conocer a los Sex Pistols. El líder y cantante Johnny Rotten la presentó al bajista Sid Vicious y pronto comenzaron a salir y terminaron enamorándose.
Durante sus once meses de relación, ambos abusaron de la heroína y otras drogas. Vicious ya era adicto a múltiples sustancias antes de conocerla. La conflictiva relación interfirió en los Sex Pistols, y contribuyó a la ruptura del grupo durante su tour por los Estados Unidos (San Francisco, 1978).[cita requerida] La pareja se mudó entonces al hotel Chelsea en Nueva York, donde Vicious intentó, con poco éxito, continuar con su carrera musical.

### Muerte
El 12 de octubre de 1978, a los 20 años, apareció muerta tras desangrarse por haber sido apuñalada en el abdomen. Estaba tirada en el baño de la habitación, en ropa interior.
Sid fue arrestado inmediatamente, acusado de asesinato en segundo grado, pero después fue liberado bajo fianza. Murió cuatro meses más tarde, antes de ser juzgado.
En 1986 su relación fue llevada al cine por Alex Cox en la película Sid and Nancy, donde Gary Oldman hizo de Sid y Chloe Webb de Nancy.[cita requerida]

## En la cultura popular

### Televisión
- En el episodio especial de Halloween de la decimonovena temporada de la serie animada Los Simpson, titulado Love, Springfieldian Style, estrenado en Estados Unidos tres días después del Día de San Valentín, uno de los tres episodios está dedicado al duo Sid y Nancy, con Lisa como Nancy Spungen, Nelson como Sid Vicious, Bart como Johnny Rotten, Jimbo es Steve Jones y Dolph es Paul Cook, donde Lisa y Nelson se hacen adictos al chocolate, que les proporciona Otto , el conductor del autobús escolar que en este episodio interpreta a un policía camuflado. Algunas curiosidades relacionadas con esta tormentosa relación son: -En la escena donde Otto les ofrece chocolate a Nancy y a Milhouse, se encuentra como chocolate a la venta, una barra Twix. -Durante el segmento en que se muestra a Sid y Nancy consumiendo chocolate se escucha la canción "Ever Fallen in Love (With Someone You Shouldn't've)" de la banda Buzzcocks. -Cuando Sid llega tarde a un concierto, Paul Cook (Dolph) le dice "Sidney Sheldon Vicious! ¿Dónde has estado, masticando Wonka? Esto hace referencia a los chocolates del libro "Charlie y la fábrica de chocolate" y sus dos adaptaciones en cine. -El club donde cantan Sid y Nancy se llama "CBGB" (Comic Book Guy's Bar), en referencia al club alternativo CBGB. -En la escena final del episodio y durante los créditos, se oye la canción "Taxi to Heaven" del grupo Pray for Rain, de la película "Sid and Nancy".

### Cine
- Sid and Nancy - Guionistas: Alex Cox y Abbe Wool, Director: Alex Cox, Año: 1986 Actuaciones de: Gary Oldman, Chloe Webb, Courtney Love, entre otros. La película retrata la vida del miembro de la famosa banda de música punk Sex Pistols, Sid Vicious, y su relación con su groupie y luego pareja Nancy Spungen. Para la película Oldman perdió peso para representar el papel de Sid Vicious y tuvo que ser hospitalizado brevemente cuando perdió demasiado peso. La película fue criticada por el excantante de Sex Pistols John Lydon, quien afirmó que la historia de la película no se ajusta en nada a la vida de Sid Vicious. Las diferencias con hechos reales no son muy abismantes, como: Nancy Spungen fue hallada muerta en el baño y sentada con la cabeza hacia abajo contra la pared, a diferencia de la película, donde se derrumba agonizante en medio del piso del baño. La banda sonora no contiene ninguna canción interpretada por Sex Pistols ni tampoco por el propio Sid Vicious.

### Literatura
- And I Don't Want to Live This Life (Deborah Spungen, madre de Nancy, 1983). En este libro, cuyo título fue extraído de un poema que Vicious escribió tras la muerte de Spungen, la madre de Nancy citó los problemas médicos de su hija y reveló que sufría esquizofrenia paranoica. Esto podría explicar sus dificultades para relacionarse socialmente.

### Música
- Sid And Nancy - canción de la Banda NOFX del álbum First Ditch Effort
- Love Kills - canción de la banda Ramones del álbum Animal Boy, dirigida a esta pareja.
- Back Drop Junkie [Nancy] - canción de la banda the GazettE de su recopilatorio del 2003, Kaleidoscope.
- No Manners - canción del grupo SuperM del álbum homónimo, en el minuto 2:15 se menciona a la pareja.
- Mentiste - canción de la artista argentina Cazzu, en el minuto 2:28 se menciona a la pareja.
- So Am I - canción de la artista estadounidense Ava Max, en el minuto 1:18 se menciona a la pareja.
- Sid & Nancy - canción del artista estadounidense Machine Gun Kelly (músico), del álbum Mainstream Sellout.
- Summer Song - canción de la artista estadounidense Remy Bond, en el minuto 1:49 se los menciona.